# Палково
Палково — деревня в Вязниковском районе Владимирской области России, входит в состав Паустовского сельского поселения.

## География
Деревня расположена в 2 км на северо-запад от центра поселения деревни Паустово и в 16 км на юг от города Вязники.

## История
В конце XIX — начале XX века деревня входила в составе Ждановской волости Вязниковского уезда, с 1926 года — в составе Никологорской волости. В 1859 году в деревне числилось 27 дворов, в 1905 году — 21 двор, в 1926 году — 53 двора.
С 1929 года деревня входила в состав Паустовского сельсовета Вязниковского района, с 1983 года — в составе Пролетарского сельсовета, с 2005 года — в составе Паустовского сельского поселения.

## Население
| 1859 | 1905 | 1926 | 2002 | 2010 | 2021 |
| ---- | ---- | ---- | ---- | ---- | ---- |
| 171  | ↗179 | ↗307 | ↘28  | ↗39  | ↘30  |